# 海迪彻
海迪彻（阿拉伯语：خديجة بنت خويلد，555年—619年），又译赫蒂彻或哈蒂佳，穆罕默德的第一位妻子，出生于古来部落阿布杜·乌札家族。其前夫为富商。在穆罕默德获得真主启示宣传伊斯兰教后，赫蒂彻成为第一位信仰者，被称为“信士之母”。其所生女兒法蒂玛为阿里之妻。海迪彻是真主的使者穆罕默德穆斯塔法的第一任妻子和第一位信徒。並且，赫撤蒂與穆罕默德的婚姻持續了二十五年。